# 第22屆大韓民國國會
大韓民國第22屆國會（韓語：대한민국 제22대 국회）是大韩民国成立以來的第22屆國會，於2024年5月30日上任，由2024年4月10日第22屆國會選舉產生的國會議員組成，有300個席位（地域選區為254個席位，比例代表為46個席位）。

## 國會議長團
國會議長團由一名議長和的兩名副議長組成。按照國會慣例，議長由最大黨所屬議員擔任。因此，本屆國會由共同民主黨議員擔任議長和一名副議長，國民力量議員擔任一名副議長。
共同民主黨於5月16日進行選舉。選舉結果由五選議員禹元植當選議長候選人，四選議員李学永當選副議長候選人。
选举国会议长团的首次全体会议于2024年6月5日举行，禹元植当选上半期国会议长，李学永当选国会副议长，执政党国民力量未参与投票，未选出该党的国会副议长。
2024年6月27日，朱豪英当选为国民力量所属的国会副议长。

### 前半期國會議長團
| 國會議長   | 禹元植（ 共同民主党→無黨籍） | 禹元植（ 共同民主党→無黨籍） |
| 國會副議長 | 李学永（ 共同民主党）        | 朱豪英（ 國民力量）          |

## 常任委員會 & 常設特別委員會
| \| 委員會 \| 姓名 \| 所屬政黨 \| 選區 \| \| ------------------------------------------ \| ------------------ \| ---------- \| -------------------------------- \| \| 國會運營委員會（朝鲜语：대한민국 국회 국회운영위원회） \| 朴赞大 \| 共同民主党 \| 仁川延壽區甲 \| \| 法制司法委員會（朝鲜语：대한민국 국회 법제사법위원회） \| 郑清来 \| 共同民主党 \| 首爾麻浦區乙 \| \| 政務委員會（朝鲜语：대한민국 국회 정무위원회） \| 尹漢洪 \| 國民力量 \| 慶南昌原市馬山會原區（朝鲜语：마산회원구） \| \| 企劃財政委員會（朝鲜语：대한민국 국회 기획재정위원회） \| 宋彦錫 \| 國民力量 \| 慶北金泉市 \| \| 敎育委員會（朝鲜语：대한민국 국회 교육위원회） \| 金映豪 \| 共同民主党 \| 首爾西大門乙 \| \| 科學技術情報放送通信委員會（朝鲜语：대한민국 국회 과학기술정보방송통신위원회） \| 崔敏姬 \| 共同民主党 \| 京畿南杨州市甲 \| \| 外交統一委員會（朝鲜语：대한민국 국회 외교통일위원회） \| 金碩基（朝鲜语：김석기 (1954년)） \| 國民力量 \| 慶北庆州市 \| \| 國防委員會 \| 成一鍾（朝鲜语：성일종） \| 國民力量 \| 忠南瑞山市·泰安郡 \| \| 行政安全委員會（朝鲜语：대한민국 국회 행정안전위원회） \| 辛正勳 \| 共同民主党 \| 全南羅州市·和順郡 \| \| 文化體育觀光委員會（朝鲜语：대한민국 국회 대한민국 국회 문화체육관광위원회） \| 田载秀 \| 共同民主党 \| 釜山北区甲 \| \| 農林畜産食品海洋水産委員會（朝鲜语：대한민국 국회 농림축산식품해양수산위원회） \| 魚基龜 \| 共同民主党 \| 忠南唐津市 \| \| 産業通商資源中小冒險企業委員會（朝鲜语：대한민국 국회 산업통상자원중소벤처기업위원회） \| 李喆圭（朝鲜语：이철규 (1957년)） \| 國民力量 \| 江原东海市·太白市·三陟市·旌善郡 \| \| 保健福祉委員會（朝鲜语：대한민국 국회 보건복지위원회） \| 朴柱民 \| 共同民主党 \| 首爾恩平區甲 \| \| 環境勞動委員會（朝鲜语：대한민국 국회 환경노동위원회） \| 安浩永 \| 共同民主党 \| 全北完州郡·鎮安郡·茂朱郡 \| \| 國土交通委員會（朝鲜语：대한민국 국회 국토교통위원회） \| 孟聖奎 \| 共同民主党 \| 仁川南洞區甲 \| \| 情報委員會（朝鲜语：대한민국 국회 정보위원회） \| 愼聖範（朝鲜语：신성범） \| 國民力量 \| 庆南山清郡·咸阳郡·居昌郡·陜川郡 \| \| 女性家族委員會（朝鲜语：대한민국 국회 여성가족위원회） \| 李仁善（朝鲜语：이인선 (1959년)） \| 國民力量 \| 大邱寿城区乙 \| \| 預算決算特別委員會（朝鲜语：대한민국 국회 예산결산특별위원회） \| 朴釘 \| 共同民主党 \| 京畿坡州市乙 \| |        |            |                                 |
| 委員會 | 姓名   | 所屬政黨   | 選區                            |
| 國會運營委員會 | 朴赞大 | 共同民主党 | 仁川延壽區甲                    |
| 法制司法委員會 | 郑清来 | 共同民主党 | 首爾麻浦區乙                    |
| 政務委員會 | 尹漢洪 | 國民力量   | 慶南昌原市馬山會原區            |
| 企劃財政委員會 | 宋彦錫 | 國民力量   | 慶北金泉市                      |
| 敎育委員會 | 金映豪 | 共同民主党 | 首爾西大門乙                    |
| 科學技術情報放送通信委員會 | 崔敏姬 | 共同民主党 | 京畿南杨州市甲                  |
| 外交統一委員會 | 金碩基 | 國民力量   | 慶北庆州市                      |
| 國防委員會 | 成一鍾 | 國民力量   | 忠南瑞山市·泰安郡               |
| 行政安全委員會 | 辛正勳 | 共同民主党 | 全南羅州市·和順郡               |
| 文化體育觀光委員會 | 田载秀 | 共同民主党 | 釜山北区甲                      |
| 農林畜産食品海洋水産委員會 | 魚基龜 | 共同民主党 | 忠南唐津市                      |
| 産業通商資源中小冒險企業委員會 | 李喆圭 | 國民力量   | 江原东海市·太白市·三陟市·旌善郡 |
| 保健福祉委員會 | 朴柱民 | 共同民主党 | 首爾恩平區甲                    |
| 環境勞動委員會 | 安浩永 | 共同民主党 | 全北完州郡·鎮安郡·茂朱郡        |
| 國土交通委員會 | 孟聖奎 | 共同民主党 | 仁川南洞區甲                    |
| 情報委員會 | 愼聖範 | 國民力量   | 庆南山清郡·咸阳郡·居昌郡·陜川郡 |
| 女性家族委員會 | 李仁善 | 國民力量   | 大邱寿城区乙                    |
| 預算決算特別委員會 | 朴釘   | 共同民主党 | 京畿坡州市乙                    |

## 當前議席
|            | 政党名称     | 政党名称   | 2024年大韩民国国会选举 | 2024年大韩民国国会选举 | 2024年大韩民国国会选举 | 截止2025年8月16日 | 截止2025年8月16日 | 截止2025年8月16日 |
| 小选区     | 政党名称     | 政党名称   | 比例代表               | 总计                   | 小选区                 | 比例代表          | 总计              |                   |
| ---------- | ------------ | ---------- | ---------------------- | ---------------------- | ---------------------- | ----------------- | ----------------- | ----------------- |
| 交涉团体   |              | 共同民主党 | 161席                  | 未参选                 | 161席                  | 158席             | 8席               | 166席             |
| 交涉团体   |              | 國民力量   | 90席                   | 未参选                 | 90席                   | 89席              | 18席              | 107席             |
| 非交涉团体 |              |            |                        |                        |                        |                   |                   |                   |
|            | 祖國革新黨   | 未参选     | 12席                   | 12席                   | 0席                    | 12席              | 12席              |                   |
|            | 进步党       | 1席        | 未参选                 | 1席                    | 1席                    | 3席               | 4席               |                   |
|            | 改革新黨     | 1席        | 2席                    | 3席                    | 1席                    | 2席               | 3席               |                   |
|            | 基本所得黨   | 未参选     | 未参选                 | 未参选                 | 0席                    | 1席               | 1席               |                   |
|            | 社會民主黨   | 未参选     | 未参选                 | 未参选                 | 0席                    | 1席               | 1席               |                   |
|            | 共同民主聯合 | 未参选     | 14席                   | 14席                   | 并入共同民主党         | 并入共同民主党    | 并入共同民主党    |                   |
|            | 國民未來     | 未参选     | 18席                   | 18席                   | 并入國民力量           | 并入國民力量      | 并入國民力量      |                   |
|            | 新未來民主黨 | 1席        | 0席                    | 1席                    | 0席                    | 0席               | 0席               |                   |
|            | 无党籍       | 0席        | 未参选                 | 0席                    | 3席                    | 1席               | 4席               |                   |
| 合計       | 合計         | 合計       | 254席                  | 46席                   | 300席                  | 252席             | 46席              | 298席             |

## 議席變動
| \| 日期 \| 姓名 \| 所屬政黨 \| 選舉區 \| 事由 \| 政黨別 增減 \| 政黨別議席數 \| \| --------------- \| ------------------------------------- \| ------------------------------------- \| ---------------------------- \| ---------------------------- \| ----------- \| ---------------------------------------------------------------------------------------------------------------------------------- \| \| 2024年 4月22日 \| \| 國民未來 → 國民力量 \| 比例代表 \| 國民未來併入國民力量 \| ±18 \| 共同民主黨 161席 國民力量 108席 共同民主聯合 14席 祖國革新黨 12席 改革新黨 3席 新未來 1席 進步黨 1席 \| \| 2024年 4月25日 \| 龍慧仁（朝鲜语：용혜인） \| 共同民主聯合 → 基本所得黨 \| 比例代表 \| 共同民主聯合除名，恢復原黨籍 \| ±1 \| 共同民主黨 161席 國民力量 108席 共同民主聯合 10席 祖國革新黨 12席 改革新黨 3席 進步黨 3席 新未來 1席 社會民主黨 1席 基本所得黨 1席 \| \| 2024年 4月25日 \| 韓昌旼（朝鲜语：한창민_(1975년)） \| 共同民主聯合 → 社會民主黨（朝鲜语：사회민주당 (대한민국, 2024년)） \| 比例代表 \| 共同民主聯合除名，恢復原黨籍 \| ±1 \| 共同民主黨 161席 國民力量 108席 共同民主聯合 10席 祖國革新黨 12席 改革新黨 3席 進步黨 3席 新未來 1席 社會民主黨 1席 基本所得黨 1席 \| \| 2024年 4月25日 \| 鄭惠曔（朝鲜语：정혜경 (1975년)） 全鐘德（朝鲜语：전종덕） \| 共同民主聯合 → 進步黨 \| 比例代表 \| 共同民主聯合除名，恢復原黨籍 \| ±2 \| 共同民主黨 161席 國民力量 108席 共同民主聯合 10席 祖國革新黨 12席 改革新黨 3席 進步黨 3席 新未來 1席 社會民主黨 1席 基本所得黨 1席 \| \| 2024年 4月25日 \| \| 共同民主聯合 → 共同民主黨 \| 比例代表 \| 共同民主聯合併入共同民主黨 \| ±10 \| 共同民主黨 171席 國民力量 108席 祖國革新黨 12席 改革新黨 3席 進步黨 3席 新未來 1席 社會民主黨 1席 基本所得黨 1席 \| \| 2024年 6月5日 \| 禹元植 \| 共同民主黨 → 無所屬 \| 首爾蘆原區甲（朝鲜语：노원구 갑） \| 當選第1任國會議長，黨籍凍結 \| ±1 \| 共同民主黨 170席 國民力量 108席 祖國革新黨 12席 改革新黨 3席 進步黨 3席 新未來 1席 社會民主黨 1席 基本所得黨 1席 無所屬 1席 \| \| 2024年 9月1日 \| 金鍾民 \| 新未來 → 無所屬 \| 世宗特別自治市甲（朝鲜语：세종특별자치시 갑） \| 新未來 脫黨 \| ±1 \| 共同民主黨 170席 國民力量 108席 祖國革新黨 12席 改革新黨 3席 進步黨 3席 社會民主黨 1席 基本所得黨 1席 無所屬 2席 \| \| 2024年 12月12日 \| 曹國 \| 祖國革新黨 \| 比例代表 \| 被最高法院判決有罪遭解職 \| ±1 \| 共同民主黨 170席 國民力量 108席 祖國革新黨 12席 改革新黨 3席 進步黨 3席 社會民主黨 1席 基本所得黨 1席 無所屬 2席 \| \| 2024年 12月13日 \| 白仙姬（朝鲜语：백선희） \| 祖國革新黨 \| 比例代表 \| 遞補曹國所遺席位 \| ±1 \| 共同民主黨 170席 國民力量 108席 祖國革新黨 12席 改革新黨 3席 進步黨 3席 社會民主黨 1席 基本所得黨 1席 無所屬 2席 \| \| 2025年 5月8日 \| 金相旭 \| 國民力量 → 無所屬 \| 蔚山南區甲 \| 國民力量 脫黨 \| ±1 \| 共同民主黨 170席 國民力量 107席 祖國革新黨 12席 改革新黨 3席 進步黨 3席 社會民主黨 1席 基本所得黨 1席 無所屬 3席 \| \| 2025年 5月18日 \| 金相旭 \| 無所屬 → 共同民主黨 \| 蔚山南區甲 \| 共同民主黨 入黨 \| ±1 \| 共同民主黨 171席 國民力量 107席 祖國革新黨 12席 改革新黨 3席 進步黨 3席 社會民主黨 1席 基本所得黨 1席 無所屬 2席 \| \| 2025年 6月4日 \| 李在明 \| 共同民主黨 \| 仁川桂陽區乙（朝鲜语：계양구 을） \| 當選總統辭職 \| -2 \| 共同民主黨 169席 國民力量 107席 祖國革新黨 12席 改革新黨 3席 進步黨 3席 社會民主黨 1席 基本所得黨 1席 無所屬 2席 \| \| 2025年 6月4日 \| 姜勳植 \| 共同民主黨 \| 忠南牙山市乙（朝鲜语：아산시 을） \| 就任總統秘書室長辭職 \| -2 \| 共同民主黨 169席 國民力量 107席 祖國革新黨 12席 改革新黨 3席 進步黨 3席 社會民主黨 1席 基本所得黨 1席 無所屬 2席 \| \| 2025年 6月4日 \| 魏聖洛 \| 共同民主黨 \| 比例代表 \| 就任國家安保室室長辭職 \| -2 \| 共同民主黨 169席 國民力量 107席 祖國革新黨 12席 改革新黨 3席 進步黨 3席 社會民主黨 1席 基本所得黨 1席 無所屬 2席 \| \| 2025年 6月4日 \| 姜由楨（朝鲜语：강유정 (평론가)） \| 共同民主黨 \| 比例代表 \| 就任總統秘書室發言人辭職 \| -2 \| 共同民主黨 169席 國民力量 107席 祖國革新黨 12席 改革新黨 3席 進步黨 3席 社會民主黨 1席 基本所得黨 1席 無所屬 2席 \| \| 2025年 6月4日 \| 孫率（朝鲜语：손솔） \| 共同民主黨 \| 比例代表 \| 遞補魏聖洛所遺席位 \| -2 \| 共同民主黨 169席 國民力量 107席 祖國革新黨 12席 改革新黨 3席 進步黨 3席 社會民主黨 1席 基本所得黨 1席 無所屬 2席 \| \| 2025年 6月4日 \| 崔赫振（朝鲜语：최혁진） \| 共同民主黨 \| 比例代表 \| 遞補姜由楨所遺席位 \| -2 \| 共同民主黨 169席 國民力量 107席 祖國革新黨 12席 改革新黨 3席 進步黨 3席 社會民主黨 1席 基本所得黨 1席 無所屬 2席 \| \| 2025年 6月13日 \| 孫率（朝鲜语：손솔） \| 共同民主黨 → 進步黨 \| 比例代表 \| 從共同民主黨開除並回歸原黨籍 \| ±2 \| 共同民主黨 167席 國民力量 107席 祖國革新黨 12席 進步黨 4席 改革新黨 3席 社會民主黨 1席 基本所得黨 1席 無所屬 3席 \| \| 2025年 6月13日 \| 崔赫振（朝鲜语：최혁진） \| 共同民主黨 →無所屬 \| 比例代表 \| 從共同民主黨開除並回歸無黨籍 \| ±2 \| 共同民主黨 167席 國民力量 107席 祖國革新黨 12席 進步黨 4席 改革新黨 3席 社會民主黨 1席 基本所得黨 1席 無所屬 3席 \| \| 2025年 7月23日 \| 林光鉉（朝鲜语：임광현 (1969년)） \| 共同民主党 \| 比例代表 \| 就任国税厅厅长辭職 \| ±1 \| 共同民主黨 167席 國民力量 107席 祖國革新黨 12席 進步黨 4席 改革新黨 3席 社會民主黨 1席 基本所得黨 1席 無所屬 3席 \| \| 2025年 7月23日 \| 李珠熙（朝鲜语：이주희 (정치인)） \| 共同民主党 \| 比例代表 \| 遞補林光鉉所遺席位 \| ±1 \| 共同民主黨 167席 國民力量 107席 祖國革新黨 12席 進步黨 4席 改革新黨 3席 社會民主黨 1席 基本所得黨 1席 無所屬 3席 \| \| 2025年 8月5日 \| 李春錫（朝鲜语：이춘석） \| 共同民主党 → 無所屬 \| 全北益山市甲（朝鲜语：익산시 갑） \| 共同民主党 脱党 \| ±1 \| 共同民主黨 166席 國民力量 107席 祖國革新黨 12席 進步黨 4席 改革新黨 3席 社會民主黨 1席 基本所得黨 1席 無所屬 4席 \| |               |                           |                  |                              |             | |
| 日期 | 姓名          | 所屬政黨                  | 選舉區           | 事由                         | 政黨別 增減 | 政黨別議席數 |
| 2024年 4月22日 |               | 國民未來 → 國民力量       | 比例代表         | 國民未來併入國民力量         | ±18         | 共同民主黨 161席 國民力量 108席 共同民主聯合 14席 祖國革新黨 12席 改革新黨 3席 新未來 1席 進步黨 1席                               |
| 2024年 4月25日 | 龍慧仁        | 共同民主聯合 → 基本所得黨 | 比例代表         | 共同民主聯合除名，恢復原黨籍 | ±1          | 共同民主黨 161席 國民力量 108席 共同民主聯合 10席 祖國革新黨 12席 改革新黨 3席 進步黨 3席 新未來 1席 社會民主黨 1席 基本所得黨 1席 |
| 2024年 4月25日 | 韓昌旼        | 共同民主聯合 → 社會民主黨 | 比例代表         | 共同民主聯合除名，恢復原黨籍 | ±1          | 共同民主黨 161席 國民力量 108席 共同民主聯合 10席 祖國革新黨 12席 改革新黨 3席 進步黨 3席 新未來 1席 社會民主黨 1席 基本所得黨 1席 |
| 2024年 4月25日 | 鄭惠曔 全鐘德 | 共同民主聯合 → 進步黨     | 比例代表         | 共同民主聯合除名，恢復原黨籍 | ±2          | 共同民主黨 161席 國民力量 108席 共同民主聯合 10席 祖國革新黨 12席 改革新黨 3席 進步黨 3席 新未來 1席 社會民主黨 1席 基本所得黨 1席 |
| 2024年 4月25日 |               | 共同民主聯合 → 共同民主黨 | 比例代表         | 共同民主聯合併入共同民主黨   | ±10         | 共同民主黨 171席 國民力量 108席 祖國革新黨 12席 改革新黨 3席 進步黨 3席 新未來 1席 社會民主黨 1席 基本所得黨 1席                   |
| 2024年 6月5日 | 禹元植        | 共同民主黨 → 無所屬       | 首爾蘆原區甲     | 當選第1任國會議長，黨籍凍結  | ±1          | 共同民主黨 170席 國民力量 108席 祖國革新黨 12席 改革新黨 3席 進步黨 3席 新未來 1席 社會民主黨 1席 基本所得黨 1席 無所屬 1席        |
| 2024年 9月1日 | 金鍾民        | 新未來 → 無所屬           | 世宗特別自治市甲 | 新未來 脫黨                  | ±1          | 共同民主黨 170席 國民力量 108席 祖國革新黨 12席 改革新黨 3席 進步黨 3席 社會民主黨 1席 基本所得黨 1席 無所屬 2席                   |
| 2024年 12月12日 | 曹國          | 祖國革新黨                | 比例代表         | 被最高法院判決有罪遭解職     | ±1          | 共同民主黨 170席 國民力量 108席 祖國革新黨 12席 改革新黨 3席 進步黨 3席 社會民主黨 1席 基本所得黨 1席 無所屬 2席                   |
| 2024年 12月13日 | 白仙姬        | 祖國革新黨                | 比例代表         | 遞補曹國所遺席位             | ±1          | 共同民主黨 170席 國民力量 108席 祖國革新黨 12席 改革新黨 3席 進步黨 3席 社會民主黨 1席 基本所得黨 1席 無所屬 2席                   |
| 2025年 5月8日 | 金相旭        | 國民力量 → 無所屬         | 蔚山南區甲       | 國民力量 脫黨                | ±1          | 共同民主黨 170席 國民力量 107席 祖國革新黨 12席 改革新黨 3席 進步黨 3席 社會民主黨 1席 基本所得黨 1席 無所屬 3席                   |
| 2025年 5月18日 | 金相旭        | 無所屬 → 共同民主黨       | 蔚山南區甲       | 共同民主黨 入黨              | ±1          | 共同民主黨 171席 國民力量 107席 祖國革新黨 12席 改革新黨 3席 進步黨 3席 社會民主黨 1席 基本所得黨 1席 無所屬 2席                   |
| 2025年 6月4日 | 李在明        | 共同民主黨                | 仁川桂陽區乙     | 當選總統辭職                 | -2          | 共同民主黨 169席 國民力量 107席 祖國革新黨 12席 改革新黨 3席 進步黨 3席 社會民主黨 1席 基本所得黨 1席 無所屬 2席                   |
| 2025年 6月4日 | 姜勳植        | 共同民主黨                | 忠南牙山市乙     | 就任總統秘書室長辭職         | -2          | 共同民主黨 169席 國民力量 107席 祖國革新黨 12席 改革新黨 3席 進步黨 3席 社會民主黨 1席 基本所得黨 1席 無所屬 2席                   |
| 2025年 6月4日 | 魏聖洛        | 共同民主黨                | 比例代表         | 就任國家安保室室長辭職       | -2          | 共同民主黨 169席 國民力量 107席 祖國革新黨 12席 改革新黨 3席 進步黨 3席 社會民主黨 1席 基本所得黨 1席 無所屬 2席                   |
| 2025年 6月4日 | 姜由楨        | 共同民主黨                | 比例代表         | 就任總統秘書室發言人辭職     | -2          | 共同民主黨 169席 國民力量 107席 祖國革新黨 12席 改革新黨 3席 進步黨 3席 社會民主黨 1席 基本所得黨 1席 無所屬 2席                   |
| 2025年 6月4日 | 孫率          | 共同民主黨                | 比例代表         | 遞補魏聖洛所遺席位           | -2          | 共同民主黨 169席 國民力量 107席 祖國革新黨 12席 改革新黨 3席 進步黨 3席 社會民主黨 1席 基本所得黨 1席 無所屬 2席                   |
| 2025年 6月4日 | 崔赫振        | 共同民主黨                | 比例代表         | 遞補姜由楨所遺席位           | -2          | 共同民主黨 169席 國民力量 107席 祖國革新黨 12席 改革新黨 3席 進步黨 3席 社會民主黨 1席 基本所得黨 1席 無所屬 2席                   |
| 2025年 6月13日 | 孫率          | 共同民主黨 → 進步黨       | 比例代表         | 從共同民主黨開除並回歸原黨籍 | ±2          | 共同民主黨 167席 國民力量 107席 祖國革新黨 12席 進步黨 4席 改革新黨 3席 社會民主黨 1席 基本所得黨 1席 無所屬 3席                   |
| 2025年 6月13日 | 崔赫振        | 共同民主黨 →無所屬        | 比例代表         | 從共同民主黨開除並回歸無黨籍 | ±2          | 共同民主黨 167席 國民力量 107席 祖國革新黨 12席 進步黨 4席 改革新黨 3席 社會民主黨 1席 基本所得黨 1席 無所屬 3席                   |
| 2025年 7月23日 | 林光鉉        | 共同民主党                | 比例代表         | 就任国税厅厅长辭職           | ±1          | 共同民主黨 167席 國民力量 107席 祖國革新黨 12席 進步黨 4席 改革新黨 3席 社會民主黨 1席 基本所得黨 1席 無所屬 3席                   |
| 2025年 7月23日 | 李珠熙        | 共同民主党                | 比例代表         | 遞補林光鉉所遺席位           | ±1          | 共同民主黨 167席 國民力量 107席 祖國革新黨 12席 進步黨 4席 改革新黨 3席 社會民主黨 1席 基本所得黨 1席 無所屬 3席                   |
| 2025年 8月5日 | 李春錫        | 共同民主党 → 無所屬       | 全北益山市甲     | 共同民主党 脱党              | ±1          | 共同民主黨 166席 國民力量 107席 祖國革新黨 12席 進步黨 4席 改革新黨 3席 社會民主黨 1席 基本所得黨 1席 無所屬 4席                   |